# Citrinarchis
Citrinarchis é um gênero de mariposa pertencente à família Acrolepiidae.